# David Vaněk
David Vaněk (9. prosince 1986 Praha) je český kytarista, doprovodný zpěvák a hudební pedagog.
Na elektrickou kytaru začal hrát jakou autodidakt ve 13 letech. O tři roky později se stal žákem Petra Tuháčka, který ho připravil k přijímacím zkouškám na Konzervatoř Jaroslava Ježka. Zde pod vedením Petra Bierhanzla po šesti letech absolvoval obor rocková kytara, který završil absolventskou prací Využití symfonického orchestru v rockové a metalové hudbě, s absolventským koncertem v holešovickém klubu SaSaZu, na němž vystoupil s vlastní kapelou Nightwish revival Praha v doprovodu symfonického orchestru.
Po dokončení studií vyučoval hru na kytaru nejprve soukromě, od roku 2013 na ZUŠ Harmony v Dolních Břežanech, stal se také vedoucím oddělení moderních strunných nástrojů na pražské Mezinárodní konzervatoři.
Působil v kapelách Mindwork, Rimortis a Dirty Game, od roku 2012 je kytaristou a doprovodným zpěvákem skupiny Aleš Brichta Project. Působí i v seskupeních Judas Priest Revival Praha a Queenways, která interpretuje skladby britské skupiny Queen.